# بورس اوراق بهادار استکهلم

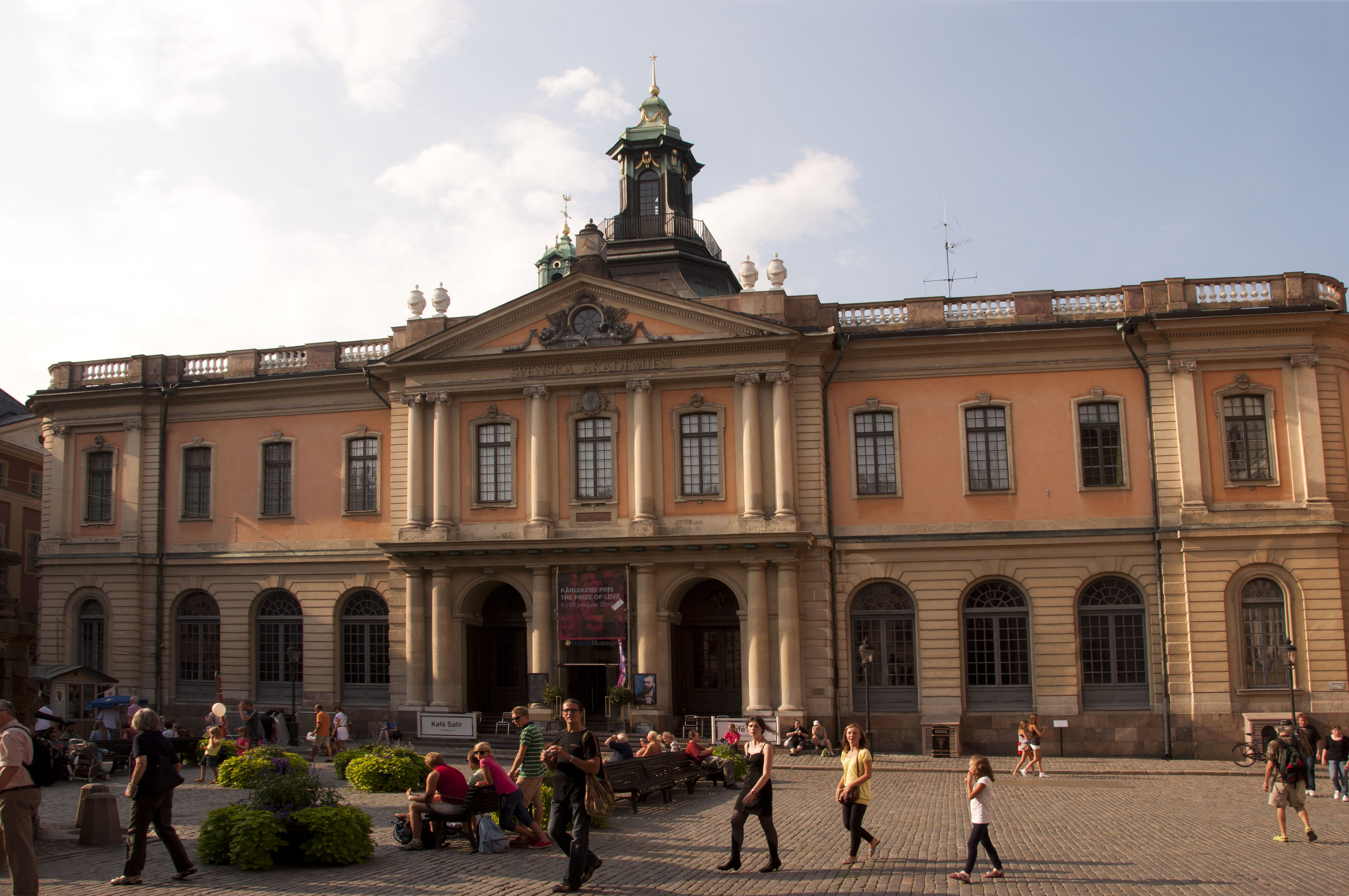
ساختمان مرکزی محل برگزاری بازار بورس استکهلم

بورس اوراق بهادار استکهلم (به سوئدی: Stockholmsbörsen) بازار بورس اوراق بهادار سوئدی مستقر در استکهلم است، که در سال ۱۸۶۳ فعالیت خود را آغاز نمود.
بورس استکهلم در سال ۱۹۹۸ توسط شرکت اوام‌اکس خریداری شد. امروزه بورس استکهلم بیش از ۳۰۰ شرکت را در فهرست معاملات خود جای داده است و هم‌اکنون به‌عنوان نخستین بازار بورس اوراق بهادار منطقه نوردیک، شناخته می‌شود.